# Вале-де-Порку
Вале-де-Порку (порт. Vale de Porco)  —  район (фрегезия) в Португалии,  входит в округ Браганса. Является составной частью муниципалитета  Могадору. По старому административному делению входил в провинцию Траз-уж-Монтиш и Алту-Дору. Входит в экономико-статистический  субрегион Алту-Траз-уш-Монтеш, который входит в Северный регион. Население составляет 158 человек на 2001 год. Занимает площадь 15,86 км².